# しおさいの詩
『しおさいの詩』（しおさいのうた）は、1971年にリリースされた小椋佳のデビューシングルである。

## 概要
小椋は初出場した1994年の『第45回NHK紅白歌合戦』でB面『さらば青春』を歌唱。

## 収録曲
- 作詞・作曲は小椋佳。編曲は2曲ともに小野崎孝輔。
- 両曲とも、東宝映画『初めての旅』サントラ盤。

### Side:A
1. しおさいの詩（3分6秒）

### Side:B
1. さらば青春（2分45秒）
  - 大阪ガスの神戸風景の企業CM曲として採用された。1993年に星勝のアレンジでリメイクされてシングルCDで発売。

## カバー
さらば青春
- 田中健
  - 1975年6月 - 7月に『みんなのうた』で取り上げられ、1976年4月-5月に再放送もされた。映像は大井文雄製作のアニメ。

| スタブアイコン | サブスタブ | この項目は、まだ閲覧者の調べものの参照としては役立たない、シングルに関連した書きかけの項目です。この項目を加筆・訂正などしてくださる協力者を求めています（P:音楽/PJ:楽曲）。 |